# Paray-Vieille-Poste
Paray-Vieille-Poste – miejscowość i gmina we Francji, w regionie Île-de-France, w departamencie Essonne.
Według danych na rok 1990 gminę zamieszkiwały 7214 osoby, a gęstość zaludnienia wynosiła 1175 osób/km² (wśród 1287 gmin regionu Île-de-France Paray-Vieille-Poste plasuje się na 279. miejscu pod względem liczby ludności, natomiast pod względem powierzchni na miejscu 602.).

## Współpraca
Miejscowość partnerska:
- Péruwelz, Belgia